# Krigsåret 1818

## Pågående krig
- Kaukasiska kriget (1817-1864)
  - Imanatet Kaukasus på ena sidan
  - Ryssland på andra sidan

- Sydamerikanska självständighetskrigen (1808-1829)
  - Spanien på ena sidan.
  - Sydamerikaner på andra sidan.